# フェリーターミナル駅
フェリーターミナル駅（フェリーターミナルえき）は、大阪府大阪市住之江区南港東四丁目にある大阪市高速電気軌道 (Osaka Metro) 南港ポートタウン線（ニュートラム）の駅。駅番号はP14。

## 歴史
開業当初は大阪市交通局管内では唯一の、駅名がすべてカタカナ表記の駅であった（現在、大阪市高速電気軌道管内には、表記がすべてカタカナの駅名として当駅の他にコスモスクエア駅も存在する）。

### 年表
- 1981年（昭和56年）3月16日：大阪市交通局南港ポートタウン線（ニュートラム）の住之江公園駅 - 中ふ頭駅間の開通と同時に開業[1]。
- 2018年（平成30年）4月1日：大阪市交通局の民営化により、大阪市高速電気軌道 (Osaka Metro) の駅となる。

## 駅構造
島式ホーム1面2線の高架駅。2階に改札・コンコース、3階にホームがある。改札口は1か所のみで、ホームとコンコースを結ぶ階段などはホーム中程に設けられている。トイレは改札内にある。
当駅は、南港運輸事務所に所属し、ポートタウン東駅の被管理駅である。

### のりば
| 番線 | 路線                                | 行先                       |
| ---- | ----------------------------------- | -------------------------- |
| 1    | 南港ポートタウン線 （ニュートラム） | 住之江公園方面             |
| 2    | 南港ポートタウン線 （ニュートラム） | 中ふ頭・コスモスクエア方面 |

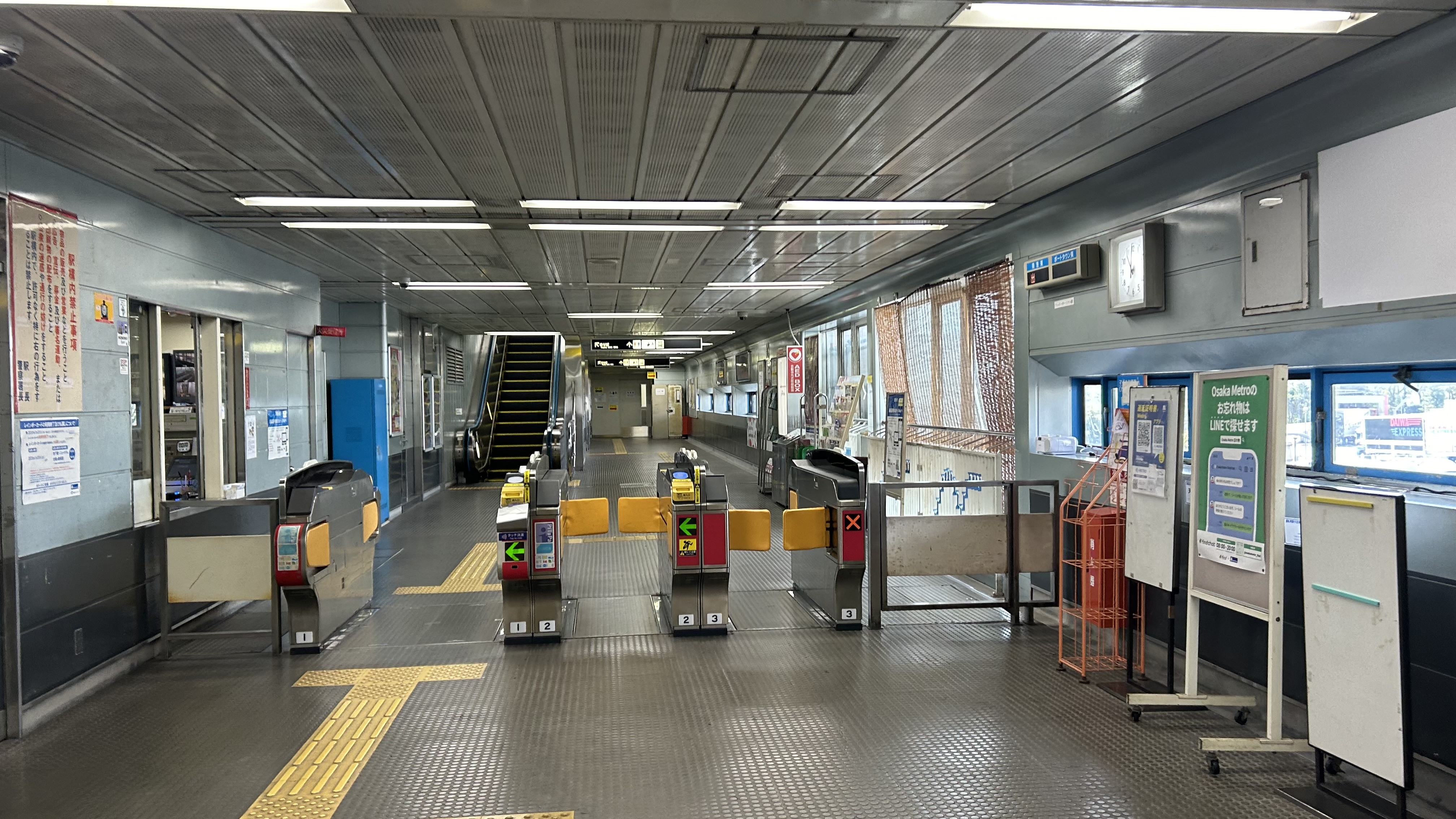
改札（2024年11月）
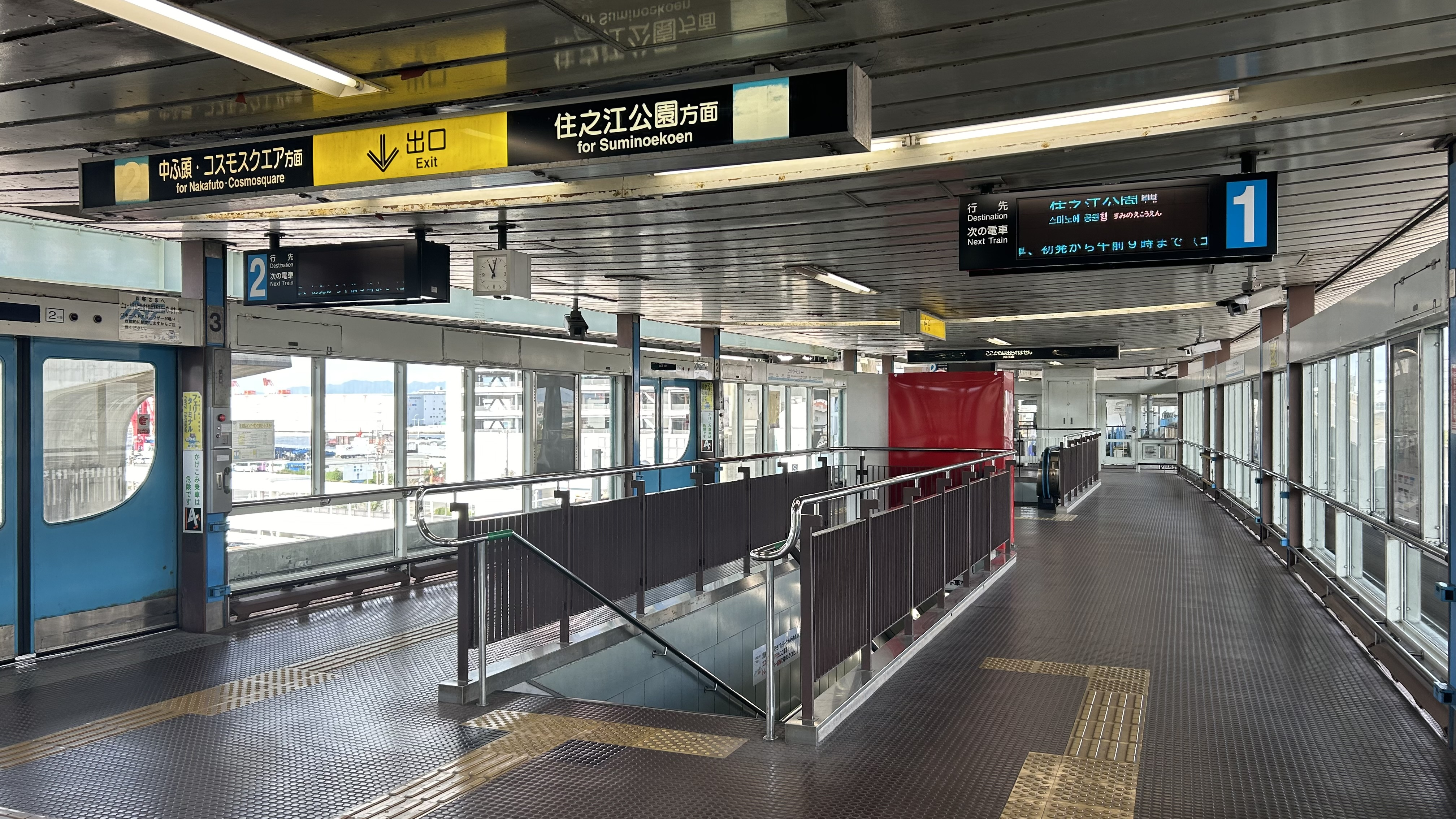
プラットホーム（2024年11月）
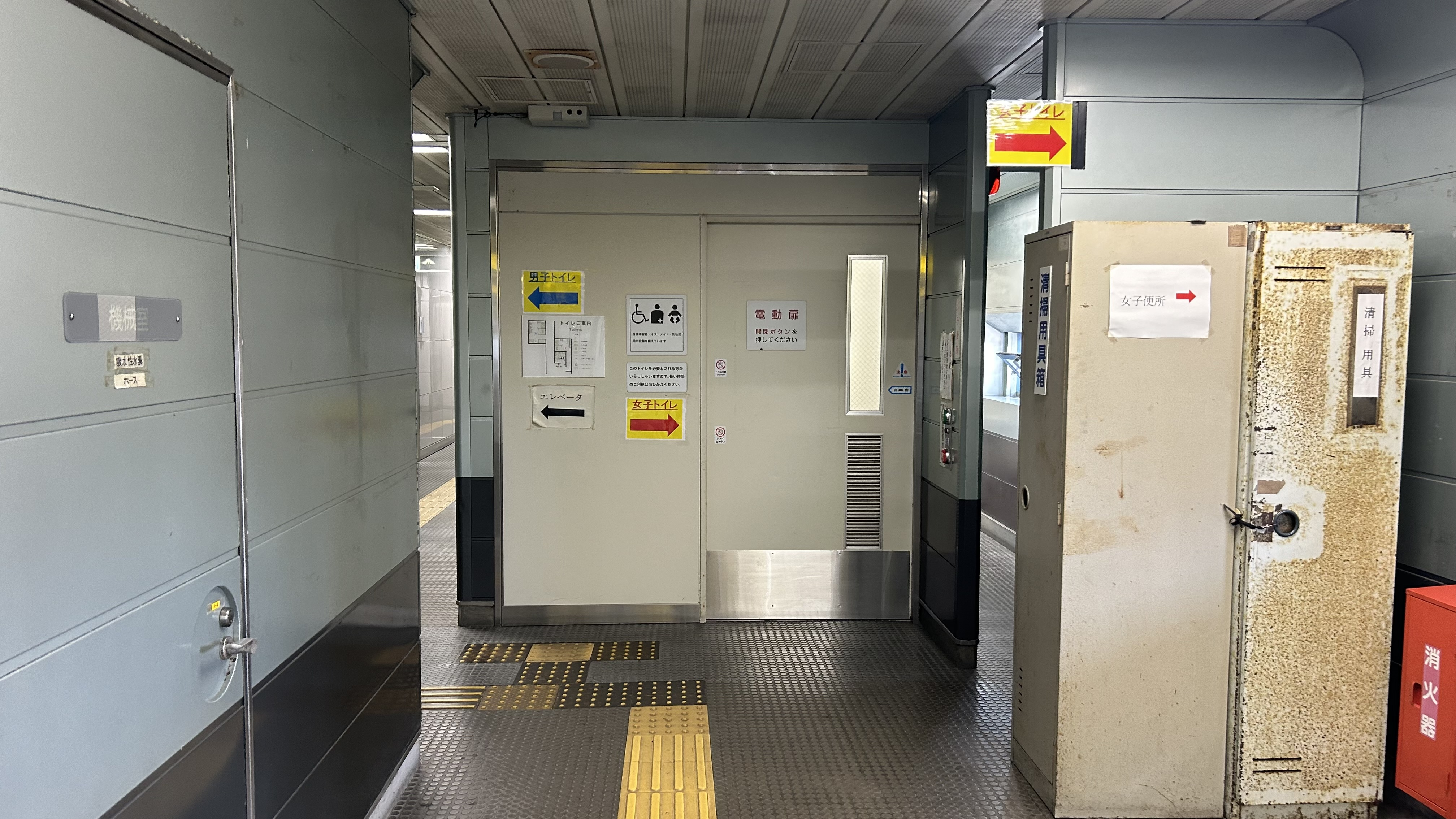
トイレ

### 出口
| 出口番号 | 出口周辺                                                           | 備考             |
| -------- | ------------------------------------------------------------------ | ---------------- |
| 1A       |                                                                    |                  |
| 1B       |                                                                    |                  |
| 2A       |                                                                    | エレベーターあり |
| 2B       | 南港バスターミナル・フェリーのりば・南港センタービル・港湾局建設部 |                  |
| 3        | 日本船舶職員養成協会                                               |                  |

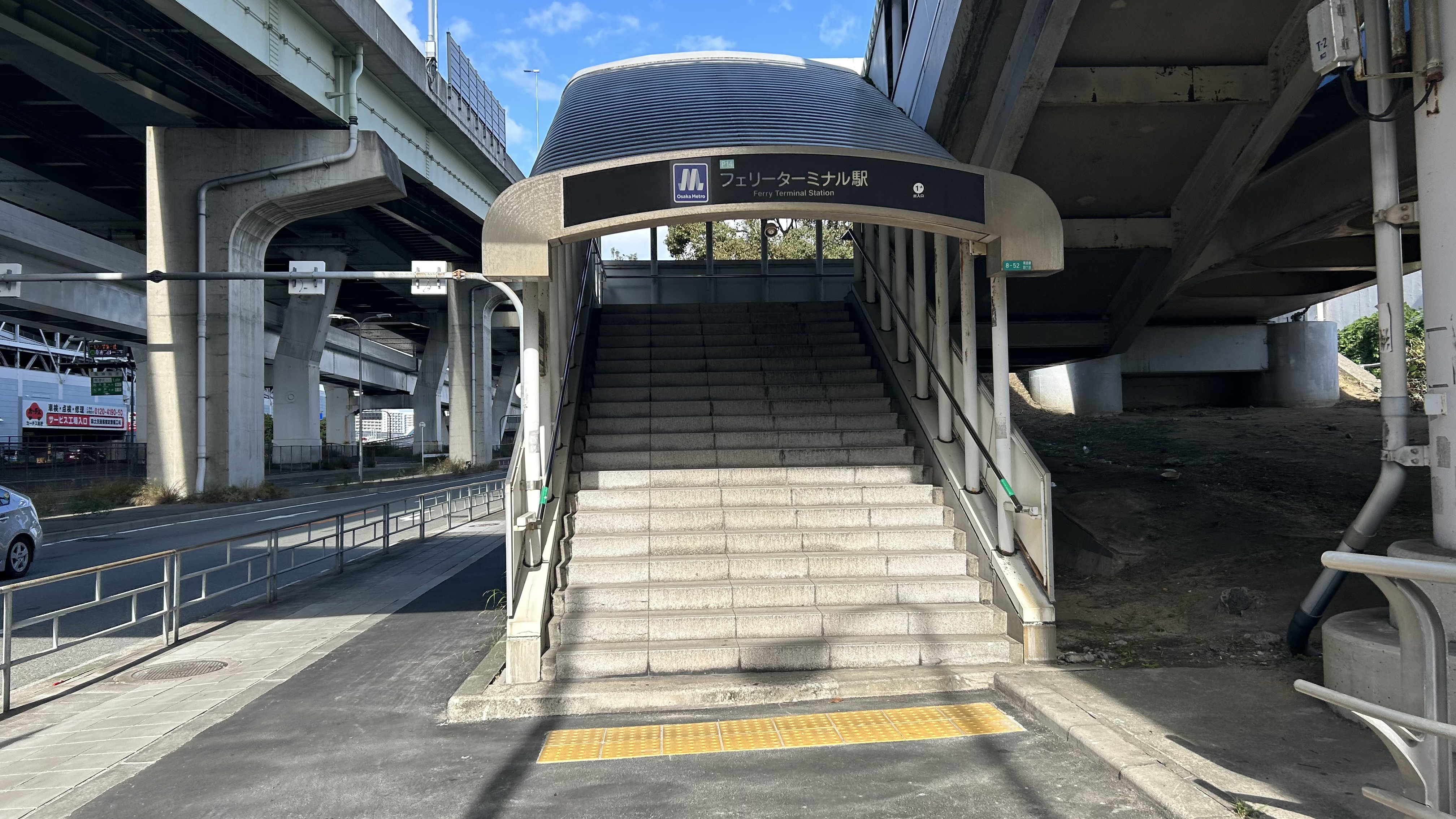
1A号出入口（2024年11月）
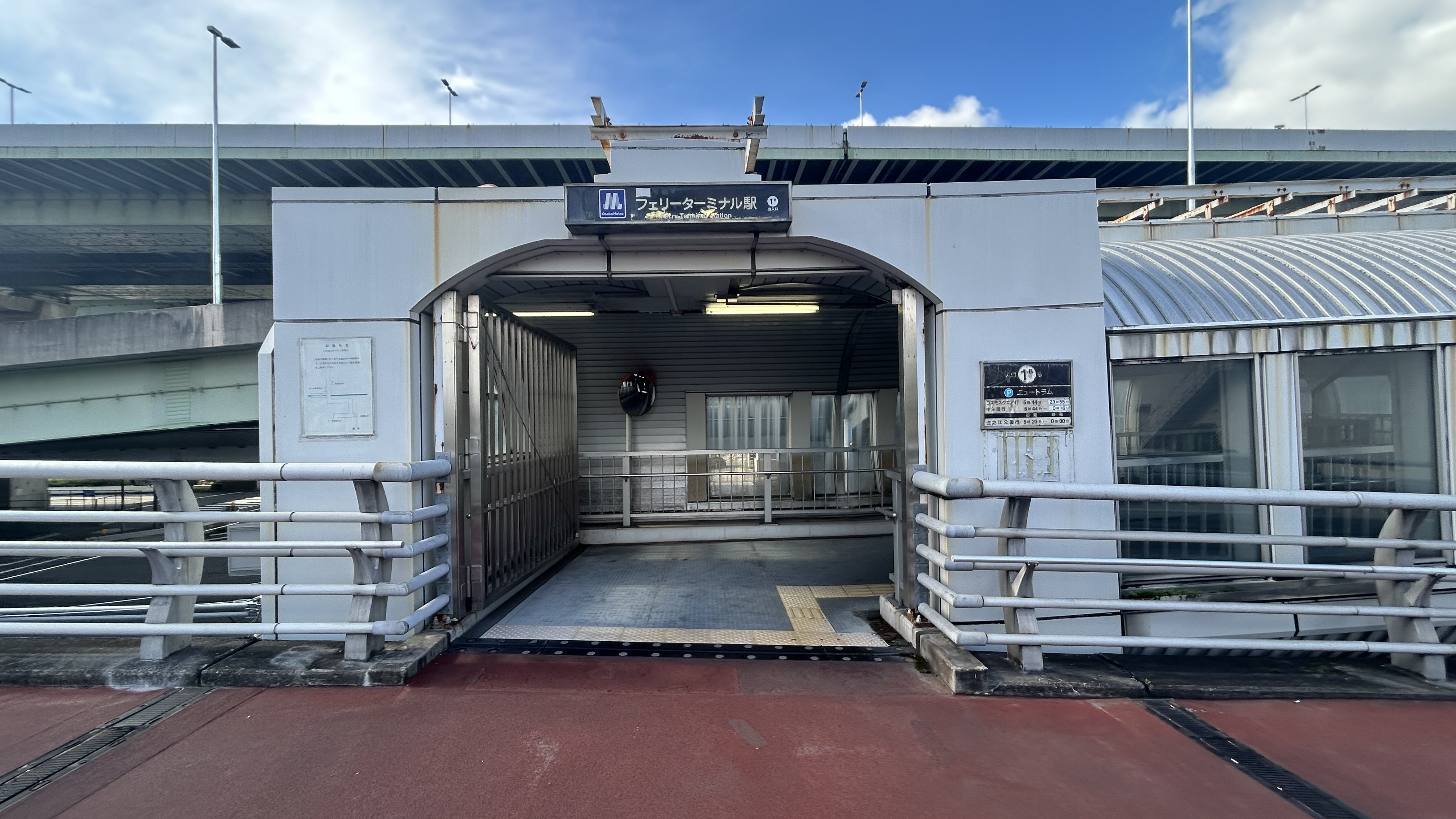
1B号出入口（2024年11月）
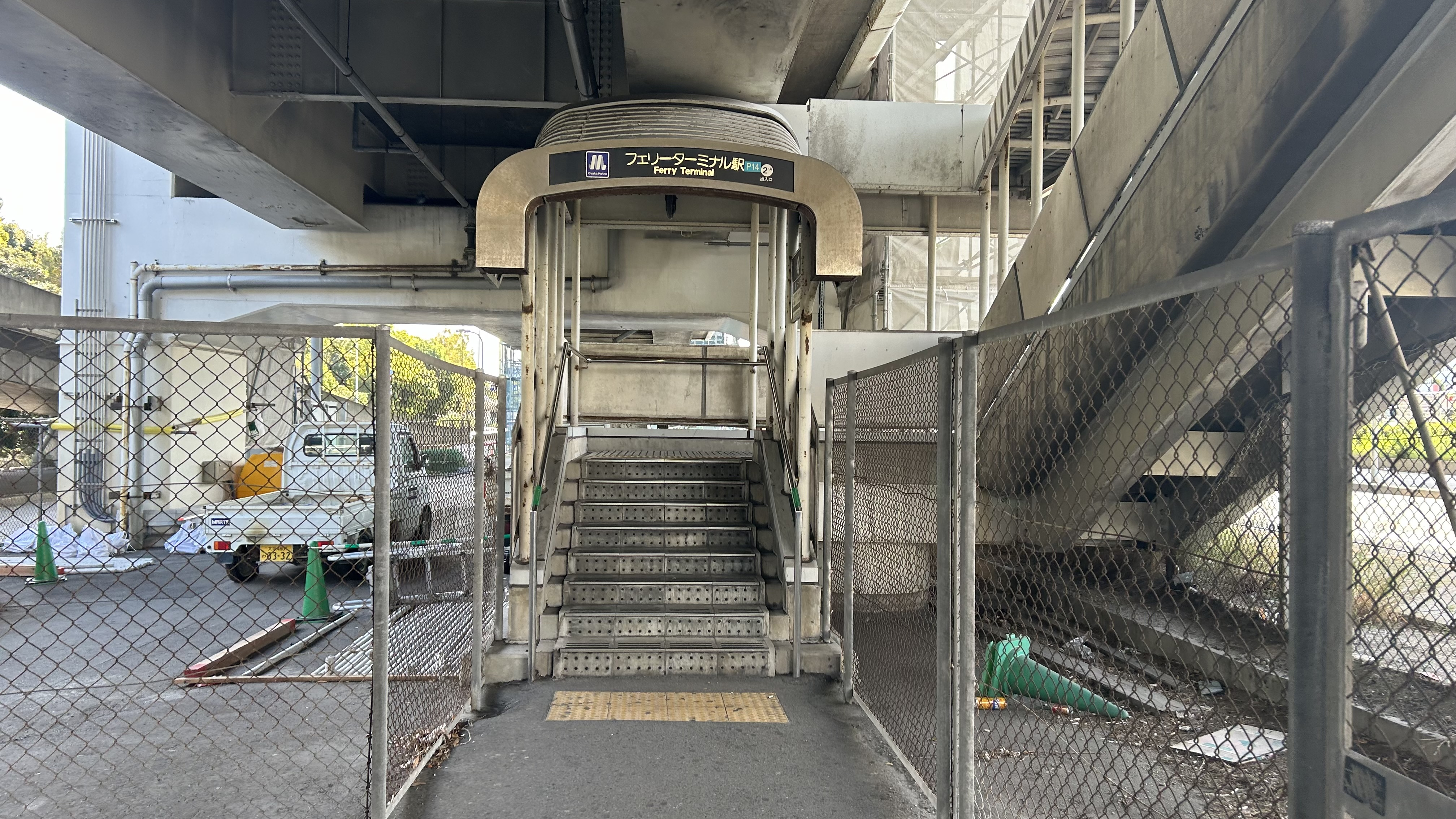
2A号出入口（2024年11月）
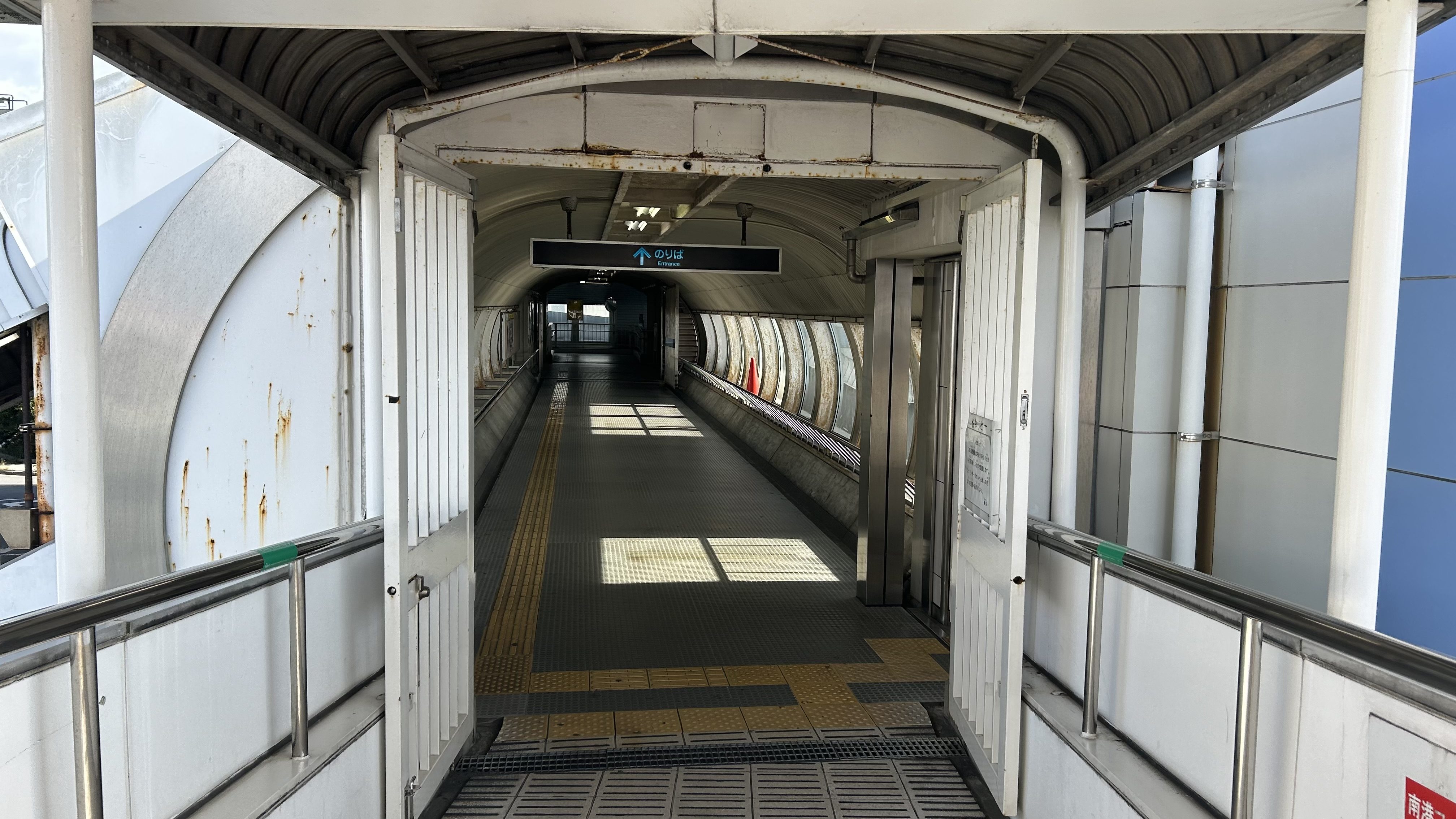
2B号出入口（2024年11月）
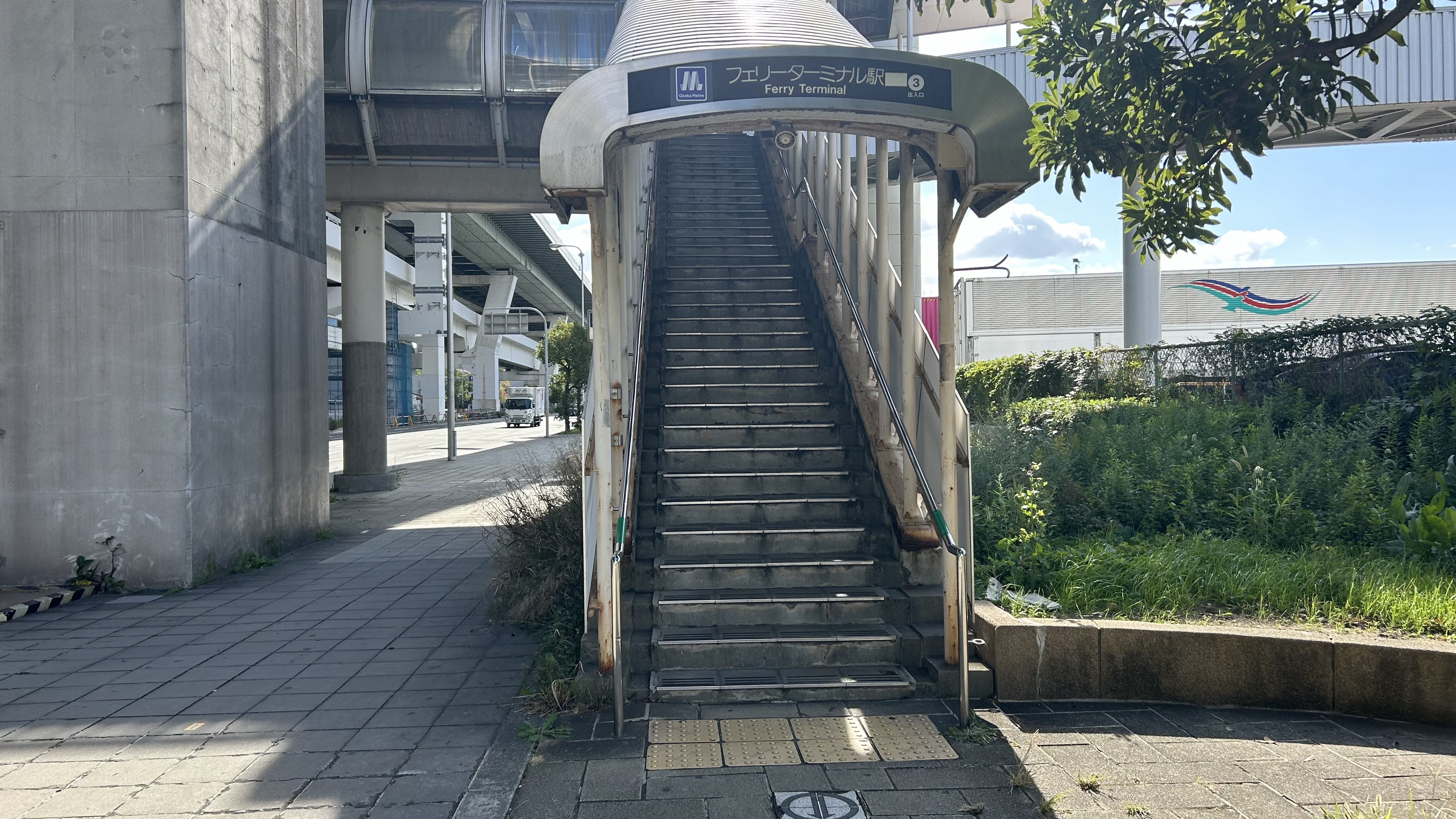
3号出入口（2024年11月）

## 利用状況
2024年11月12日の1日乗降人員は3,803人（乗車人員：1,890人、降車人員：1,913人）である。Osaka Metroの駅では隣の南港東駅に次いで少ない。
各年度の特定日利用状況は下表の通り。なお1995年度の記録については、1996年に行われた調査であるが会計年度上表中に記載の年度となる。
| 年度               | 調査日   | 乗車人員 | 降車人員 | 乗降人員 | 出典          | 出典          |
| 年度               | 調査日   | 乗車人員 | 降車人員 | 乗降人員 | メトロ        | 大阪府        |
| ------------------ | -------- | -------- | -------- | -------- | ------------- | ------------- |
| 1981年（昭和56年） | 11月10日 | 1,131    | 1,095    | 2,226    |               | [ 大阪府 1 ]  |
| 1985年（昭和60年） | 11月12日 | 1,172    | 1,366    | 2,538    |               | [ 大阪府 2 ]  |
| 1987年（昭和62年） | 11月10日 | 1,385    | 1,735    | 3,120    |               | [ 大阪府 3 ]  |
| 1990年（平成02年） | 11月06日 | 1,551    | 1,732    | 3,283    |               | [ 大阪府 4 ]  |
| 1995年（平成07年） | 02月15日 | 2,208    | 2,775    | 4,983    |               | [ 大阪府 5 ]  |
| 1998年（平成10年） | 11月10日 | 1,788    | 2,235    | 4,023    |               | [ 大阪府 6 ]  |
| 2007年（平成19年） | 11月13日 | 1,870    | 2,205    | 4,075    |               | [ 大阪府 7 ]  |
| 2008年（平成20年） | 11月11日 | 1,852    | 2,181    | 4,033    |               | [ 大阪府 8 ]  |
| 2009年（平成21年） | 11月10日 | 1,895    | 2,098    | 3,993    |               | [ 大阪府 9 ]  |
| 2010年（平成22年） | 11月09日 | 2,028    | 2,298    | 4,326    |               | [ 大阪府 10 ] |
| 2011年（平成23年） | 11月08日 | 1,816    | 1,996    | 3,812    |               | [ 大阪府 11 ] |
| 2012年（平成24年） | 11月13日 | 1,632    | 1,746    | 3,378    |               | [ 大阪府 12 ] |
| 2013年（平成25年） | 11月19日 | 1,686    | 1,786    | 3,472    | [ メトロ 1 ]  | [ 大阪府 13 ] |
| 2014年（平成26年） | 11月11日 | 1,778    | 1,897    | 3,675    | [ メトロ 2 ]  | [ 大阪府 14 ] |
| 2015年（平成27年） | 11月17日 | 1,838    | 1,958    | 3,796    | [ メトロ 3 ]  | [ 大阪府 15 ] |
| 2016年（平成28年） | 11月08日 | 1,687    | 1,751    | 3,438    | [ メトロ 4 ]  | [ 大阪府 16 ] |
| 2017年（平成29年） | 11月14日 | 1,764    | 1,788    | 3,552    | [ メトロ 5 ]  | [ 大阪府 17 ] |
| 2018年（平成30年） | 11月13日 | 1,695    | 1,844    | 3,539    | [ メトロ 6 ]  | [ 大阪府 18 ] |
| 2019年（令和元年） | 11月12日 | 1,918    | 1,931    | 3,849    | [ メトロ 7 ]  | [ 大阪府 19 ] |
| 2020年（令和02年） | 11月10日 | 1,523    | 1,665    | 3,188    | [ メトロ 8 ]  | [ 大阪府 20 ] |
| 2021年（令和03年） | 11月16日 | 1,848    | 1,886    | 3,734    | [ メトロ 9 ]  | [ 大阪府 21 ] |
| 2022年（令和04年） | 11月15日 | 1,732    | 1,896    | 3,628    | [ メトロ 10 ] | [ 大阪府 22 ] |
| 2023年（令和05年） | 11月07日 | 1,791    | 1,861    | 3,652    | [ メトロ 11 ] | [ 大阪府 23 ] |
| 2024年（令和06年） | 11月12日 | 1,890    | 1,913    | 3,803    | [ メトロ 12 ] |               |

## 駅周辺

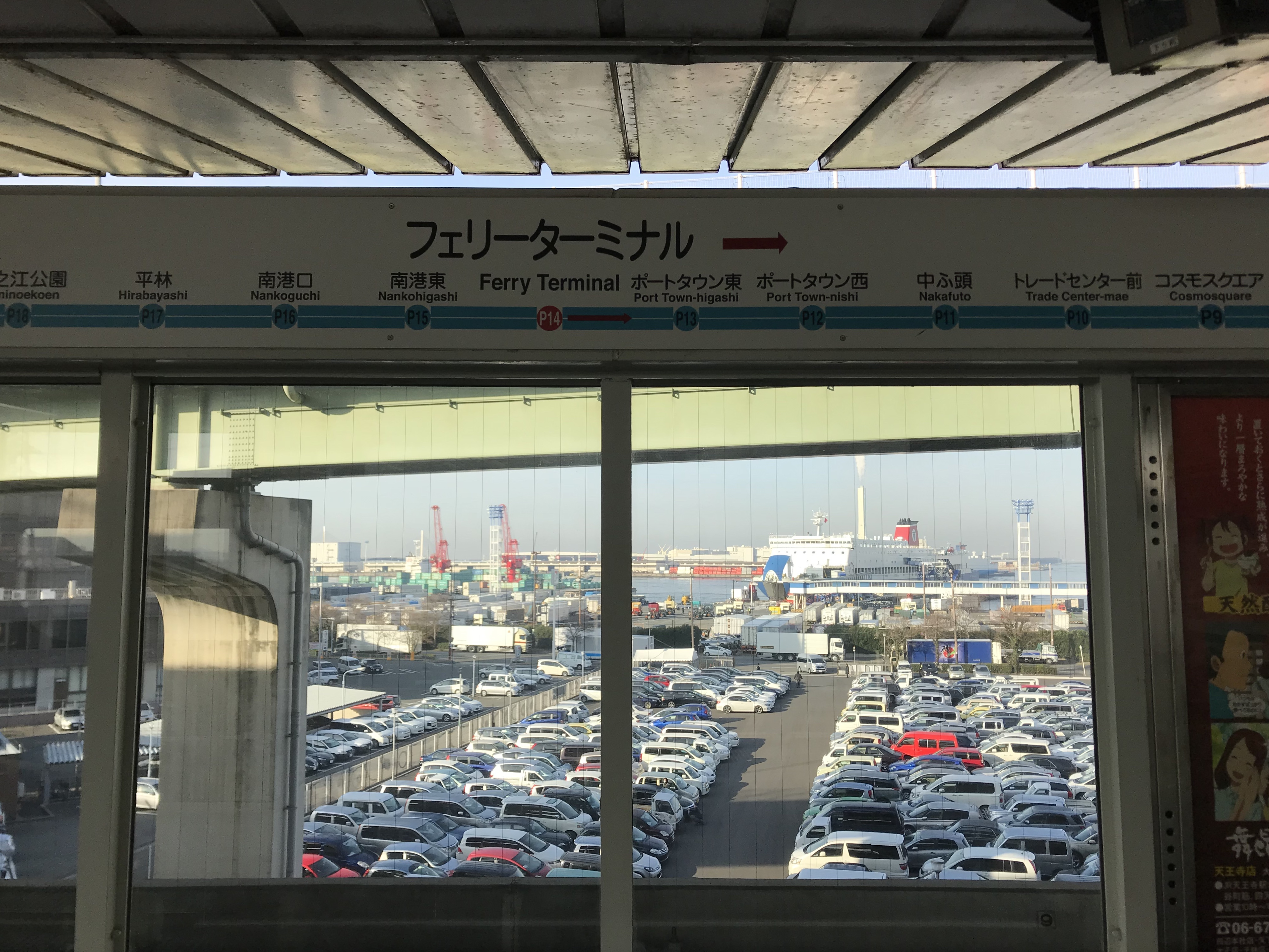
大阪南港フェリーターミナル（ホームより）

当駅は大阪南港フェリーターミナルの東側にあり、駅の上を都市高速道路（阪神高速4号湾岸線）が、駅の下を一般道路（市道浜口南港線）が通る。当駅とフェリーターミナルの間は歩道橋で結ばれている。
- 大阪南港
- 大阪南港フェリーターミナル
  - 新門司行き（名門大洋フェリー）、東予行き（四国オレンジフェリー）フェリー乗り場
    - 別府行き・志布志行き（商船三井さんふらわあ）はトレードセンター前駅近くの「大阪南港コスモフェリーターミナル」から出航。
- フェリー前臨港緑地 - 公園
- 大阪市港湾局
- 大阪府自動車整備会館
- 日本船舶職員養成協会近畿（JEIS近畿）
- カーチス南港
- NTT西日本南港ビル
- 大阪南港トラックターミナル
  - 日本通運大阪ターミナル支店
  - 日本郵便新大阪郵便局南港分室
- 南港大橋
- 阪神高速4号湾岸線
- 市道浜口南港線

## バス路線

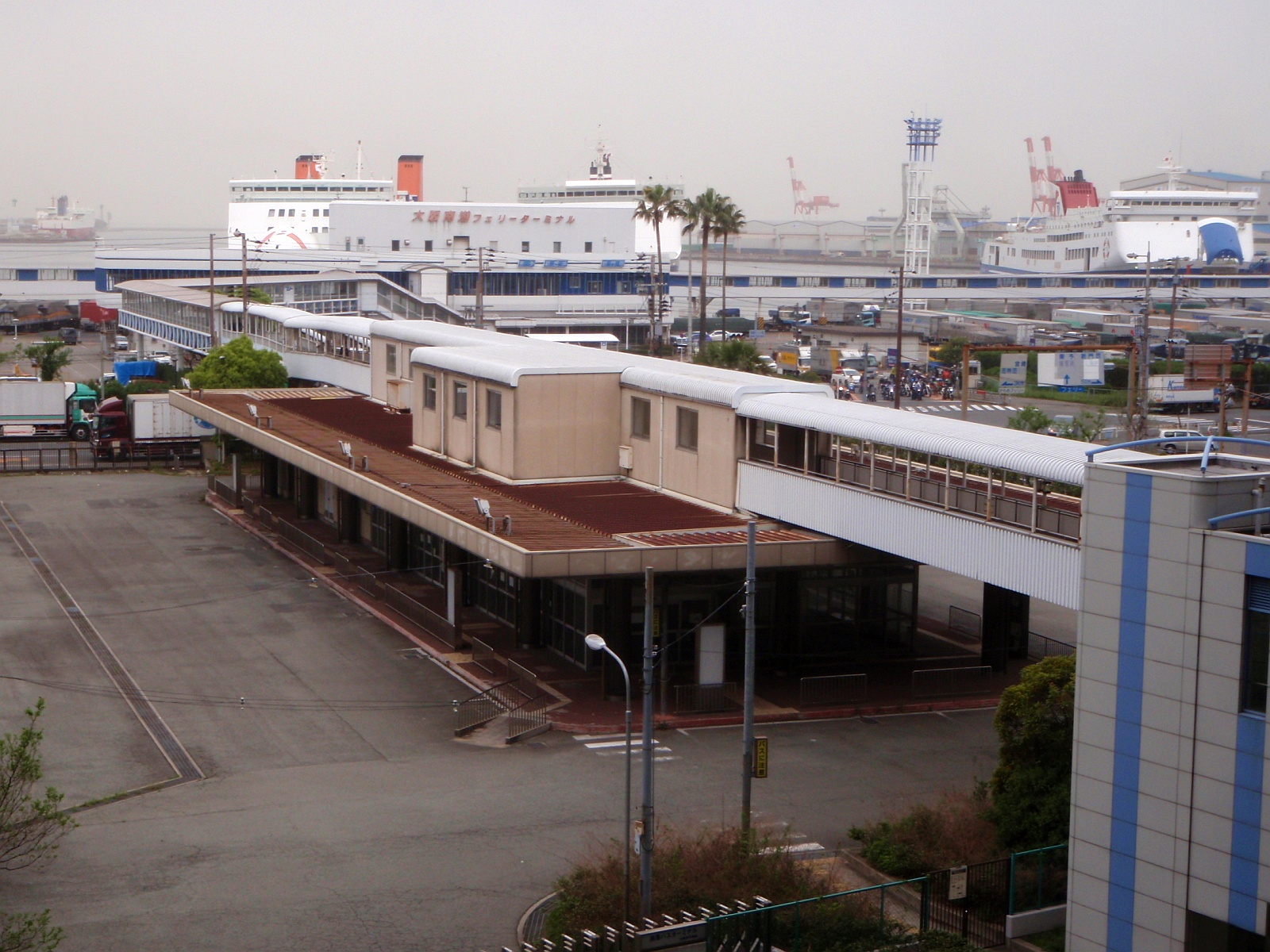
閉鎖された「南港バスターミナル」（中央、駅構内より撮影）

最寄り停留所は、フェリーターミナル駅前である。
- 大阪シティバス
  - 1番のりば
    - 15号系統：南港南六丁目 行

  - 2番のりば
    - 15号系統：地下鉄住之江公園 行
- 南海バス
  - 堺南港線：堺東駅前 行（フェリー接続便のみ停車）

なお、港大橋（阪神高速）を経由して弁天町バスターミナル（弁天町駅）や、コスモスクエア駅前へ至る路線が発着していた大阪市営バスの南港バスターミナルは2011年3月31日をもって廃止され閉鎖された。

### 空港リムジンバス
停留所名は、南港フェリーターミナルである。
- 関西空港交通
  - 関西国際空港 行（朝7時45分発のみ。空港発は21時10分発で近鉄バスが運行）

## 隣の駅
大阪市高速電気軌道 (Osaka Metro)
 南港ポートタウン線（ニュートラム）
ポートタウン東駅 (P13) - フェリーターミナル駅 (P14) - 南港東駅 (P15)
- ( ) 内は駅番号を示す。

### 記事本文

### 利用状況
1. ↑  路線別駅別乗降人員 - 大阪市高速電気軌道
2. ↑  大阪府統計年鑑 - 大阪府
3. ↑  大阪市統計書 - 大阪市

#### 大阪市高速電気軌道
1. ↑  路線別乗降人員 （2013年11月19日（火）交通調査） (PDF)
2. ↑  路線別乗降人員 （2014年11月11日（火）交通調査） (PDF)
3. ↑  路線別乗降人員 （2015年11月17日（火）交通調査） (PDF)
4. ↑  路線別乗降人員 （2016年11月8日（火）交通調査） (PDF)
5. ↑  路線別乗降人員 （2017年11月14日（火）交通調査） (PDF)
6. ↑  路線別乗降人員 （2018年11月13日（火）交通調査） (PDF)
7. ↑  路線別乗降人員 （2019年11月12日（火）交通調査） (PDF)
8. ↑  路線別乗降人員 （2020年11月10日（火）交通調査） (PDF)
9. ↑  路線別乗降人員 （2021年11月16日（火）交通調査） (PDF)
10. ↑  路線別乗降人員 （2022年11月15日（火）交通調査） (PDF)
11. ↑  路線別乗降人員 （2023年11月7日（火）交通調査） (PDF)
12. ↑  路線別乗降人員 （2024年11月12日（火）交通調査） (PDF)

#### 大阪府統計年鑑
1. ↑  大阪府統計年鑑（昭和57年） (PDF)
2. ↑  大阪府統計年鑑（昭和61年） (PDF)
3. ↑  大阪府統計年鑑（昭和63年） (PDF)
4. ↑  大阪府統計年鑑（平成3年） (PDF)
5. ↑  大阪府統計年鑑（平成8年） (PDF)
6. ↑  大阪府統計年鑑（平成11年） (PDF)
7. ↑  大阪府統計年鑑（平成20年） (PDF)
8. ↑  大阪府統計年鑑（平成21年） (PDF)
9. ↑  大阪府統計年鑑（平成22年） (PDF)
10. ↑  大阪府統計年鑑（平成23年） (PDF)
11. ↑  大阪府統計年鑑（平成24年） (PDF)
12. ↑  大阪府統計年鑑（平成25年） (PDF)
13. ↑  大阪府統計年鑑（平成26年） (PDF)
14. ↑  大阪府統計年鑑（平成27年） (PDF)
15. ↑  大阪府統計年鑑（平成28年） (PDF)
16. ↑  大阪府統計年鑑（平成29年） (PDF)
17. ↑  大阪府統計年鑑（平成30年） (PDF)
18. ↑  大阪府統計年鑑（令和元年） (PDF)
19. ↑  大阪府統計年鑑（令和2年） (PDF)
20. ↑  大阪府統計年鑑（令和3年） (PDF)
21. ↑  大阪府統計年鑑（令和4年） (PDF)
22. ↑  大阪府統計年鑑（令和5年） (PDF)
23. ↑  大阪府統計年鑑（令和6年） (PDF)